# Does Anybody Hear Her
«Does Anybody Hear Her» — песня американской группы христианского рока Casting Crowns, вышедшая 23 сентября 2006 года на лейблах Beach Street Records и Reunion Records в качестве третьего сингла со второго студийного альбома Lifesong (2005). Песня написана Марком Холлом и Берни Хермсом и спродюсирована Марком А. Миллером. Альтернативная песня в стилях христианский рок и adult contemporary, «Does Anybody Hear Her» рассказывает о девушке, которую отталкивает христианская церковь, а также о том, что осуждение других людей — это неправильно.
Песня «Does Anybody Hear Her» получила положительные отзывы от большинства музыкальных критиков, многие из которых высоко оценили лирическую тему песни. Песня имела успех на христианском радио, заняв первое место в чартах Billboard Hot Christian Songs и Hot Christian AC; она также возглавила чарты Radio & Records Christian AC и Soft AC/Inspirational. Она заняла 33-е место в чарте Hot Christian AC по итогам десятилетия 2000-х годов и 46-е место в чарте Hot Christian Songs по итогам десятилетия 2000-х годов.

## Отзывы
Песня «Does Anybody Hear Her» получила положительные отзывы музыкальных критиков после выхода альбома Lifesong. Джаред Джонсон из Allmusic оценил песню как пример «художественной баллады Марка Холла». Дебора Эванс Прайс из Billboard назвала ее «мощной». Дэвид МакКрири из CCM Magazine счел, что «более мягкий каданс» песни не уменьшает ее «жесткого послания». Расс Браймайер из Christianity Today, хотя и назвал ее «пронзительной», счел, что песня слишком широка по охвату. Джон ДиБиасе из Jesus Freak Hideout назвал «Does Anybody Hear Her» «шагом назад по сравнению с начальными треками [Lifesong]», но считает, что ее музыкальный тон «все еще работает в общей схеме послания песни».

## Чарты
| Чарт (2006)                           | Высшая позиция |
| ------------------------------------- | -------------- |
| Billboard Hot Christian AC            | 1              |
| Billboard Hot Christian Songs         | 1              |
| Radio & Records Christian AC          | 1              |
| Radio & Records Soft AC/Inspirational | 1              |

| Чарт (2006)                           | Позиция |
| ------------------------------------- | ------- |
| Radio & Records Christian AC          | 89      |
| Чарт (2007)                           | Позиция |
| Billboard Hot Christian AC            | 8       |
| Billboard Hot Christian Songs         | 10      |
| Radio & Records Christian AC          | 8       |
| Radio & Records Soft AC/Inspirational | 13      |

| Чарт (2000-е)                 | Позиция |
| ----------------------------- | ------- |
| Billboard Hot Christian AC    | 33      |
| Billboard Hot Christian Songs | 46      |